# Charles Babbage
Charles Babbage (ur. 26 grudnia 1791 w Walworth, zm. 18 października 1871 w Londynie) – angielski uczony: matematyk, astronom i inżynier-mechanik, profesor Uniwersytetu w Cambridge. Autor tablic logarytmicznych, konstruktor mechanicznych maszyn liczących. Nazywany „ojcem komputerów”.

## Życiorys

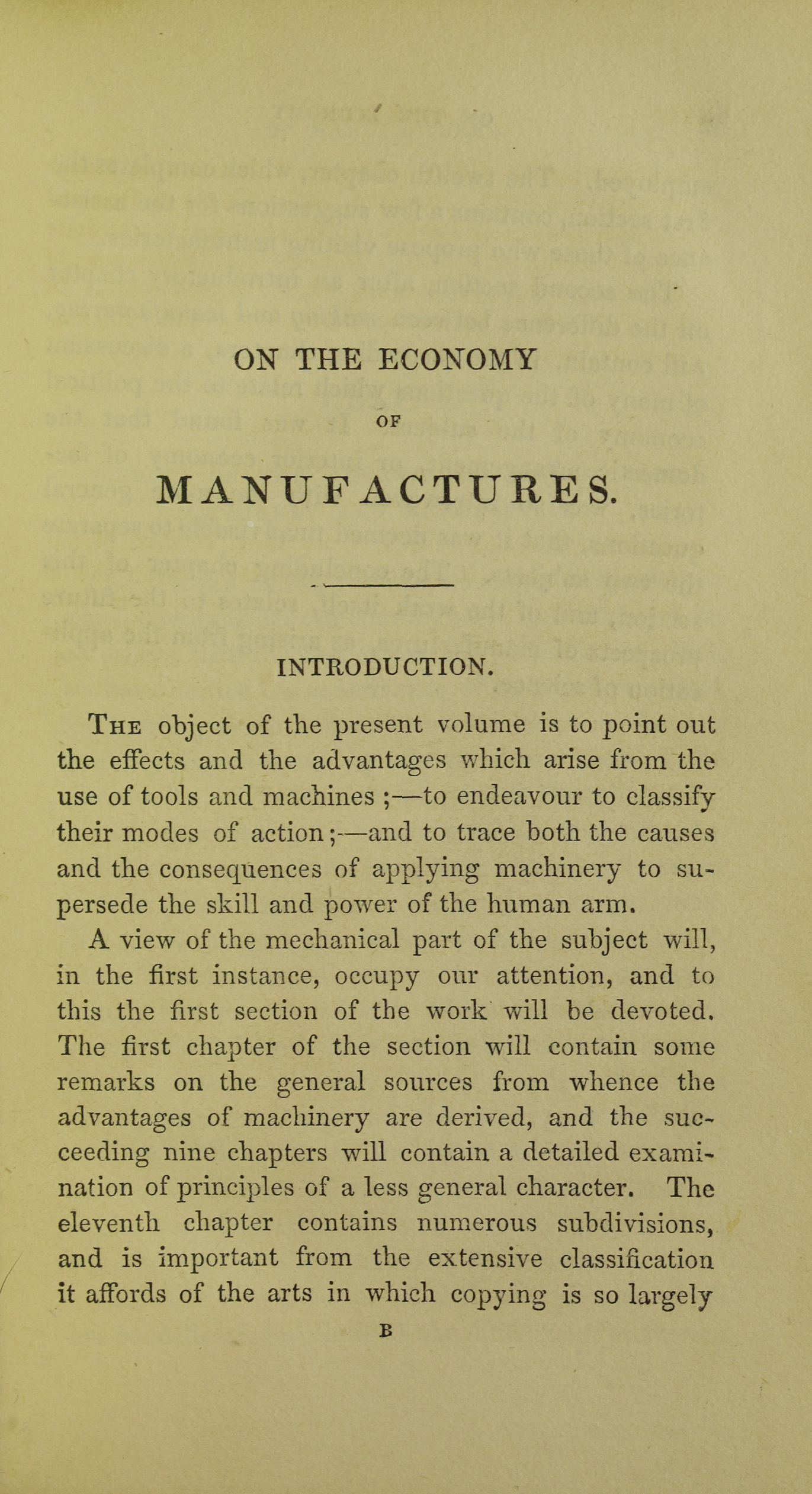
On the economy of machinery and manufactures, 1835

W 1817 roku ukończył kolegium Peterhouse na Uniwersytecie w Cambridge, a potem wykładał w nim nauki ścisłe. Babbage zajmował się też astronomią, mechaniką, organizacją fabryk. Owładnięty ideą gromadzenia i opracowania liczb i faktów, poświęcił 35 lat życia na konstruowanie maszyn liczących. W 1834 roku założył brytyjskie Statistical Society, założył też British Association for the Advancement of Science i Royal Astronomical Society.
Babbage zajmował się m.in. organizacją pracy w fabrykach. Można mówić o dwóch zasadniczych projektach, nad którymi pracował i których idee w późniejszym okresie miały wpływ na informatykę. Był przekonany, że zastosowanie nauk ścisłych do procesów pracy jednocześnie zwiększyłoby ich wydajność i obniżyło koszty. Uważał, że każda operacja przemysłowa powinna być analizowana dla wyodrębnienia różnych zaangażowanych w niej umiejętności. Następnie należałoby wyszkolić robotnika w określonej czynności i powierzyć mu odpowiedzialność tylko za tę czynność całej operacji, ale nie za całość zadania. W ten sposób można by ograniczyć kosztowne szkolenie, a ciągłe powtarzanie czynności zwiększałoby wprawę i wydajność robotników.

## Konstrukcje Babbage’a

### Maszyna różnicowa
Maszyna różnicowa była kalkulatorem przeznaczonym do obliczania wartości wielomianów. Nazwa wywodzi się od metody różnic skończonych, którą zaimplementowano w maszynie.
Próbie skonstruowania maszyny różnicowej Babbage poświęcił sporą część swojego życia, jednak projekt ostatecznie porzucił. Pierwszy kompletny egzemplarz maszyny został zbudowany dopiero w latach 1989–1991 według planów Babbage’a i XIX-wiecznymi środkami przez Muzeum Nauki w Londynie. Urządzenie jest w pełni sprawne i może wykonywać obliczenia z dokładnością do 31 cyfr.

### Maszyna analityczna
Szczególnie ważnym pomysłem Babbage’a była maszyna analityczna, która okazała się koncepcją rewolucyjną. Co prawda, nie doczekała się ona realizacji praktycznej, jednak jej konstrukcja posłużyła późniejszym twórcom (głównie Johnowi von Neumannowi) do opracowania dzisiejszych komputerów.
Formalnie rzecz biorąc zaprojektowana przez Babbage’a maszyna analityczna mieściła się w późniejszej definicji komputera, będąc zdolną do wykonywania dowolnych ciągów instrukcji oraz operowania na danych. W praktyce, z uwagi na proponowaną technologię realizacji (napędzanie silnikiem lokomotywy parowej, czysto mechaniczna, wysokiej złożoności konstrukcja) istnieje wątpliwość, czy konstrukcja tego typu byłaby zdolna do sprawnej, bezawaryjnej pracy.

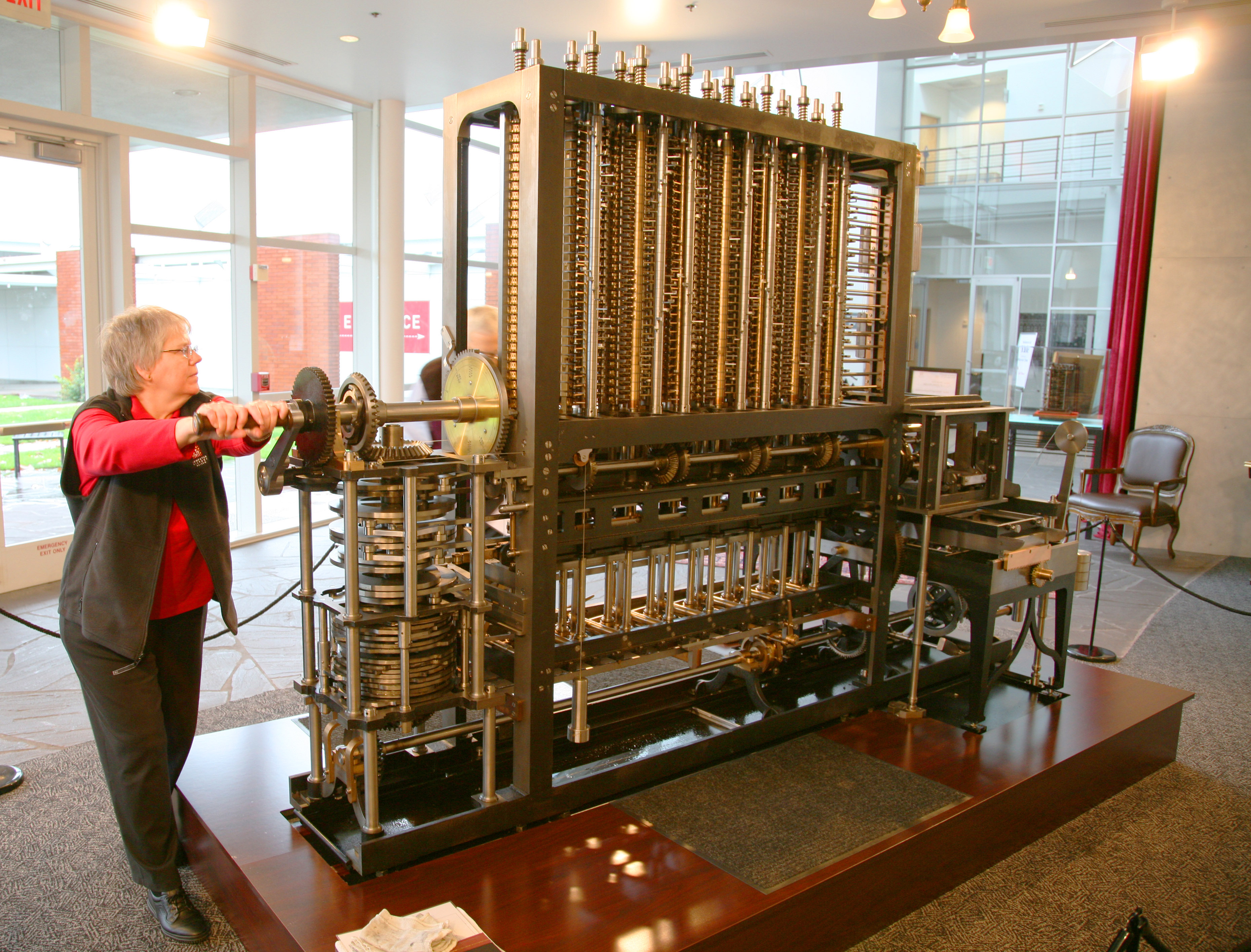
Maszyna różnicowa Babbage’a